# Reglementierter Beauftragter
Der Begriff Reglementierter Beauftragte ist im Rahmen der EU-Verordnung (EG) Nr. 300/2008 sowie des deutschen Luftsicherheitsgesetzes (LuftSiG) ein Status, den Luftfrachtunternehmen, Speditionen u. ä. beantragen können, um eine einfachere Abwicklung der Fracht am Flughafen zu erreichen.
Seit Anfang 2006 galt die EU-Verordnung 2320/2002, welche jedoch seit 2010 von der EU-Verordnung 300/2008 aufgehoben wurde. Im Weiteren gilt nach wie vor das nationale LuftSiG. Dieses sieht unter anderem vor, dass die Luftfahrtunternehmen (Airlines) die Fracht vor der Verladung in ein Flugzeug umfangreichen Sicherungsmaßnahmen (u. a. Röntgen, Simulationskammer usw.) unterziehen müssen. Folgen dieser Maßnahmen sind u. a. Verzögerungen beim Abflug der Sendung und steigende Kosten für alle am Luftfrachttransport beteiligten Unternehmen. 
Diese Sicherheitsmaßnahmen können durch den besonderen Status eines Unternehmens als Reglementierter Beauftragter bei der Abwicklung der Fracht am Flughafen übergangen werden. 

## Zulassung
Folgende Unternehmen können beim Luftfahrt-Bundesamt in Braunschweig einen Antrag auf die Zulassung als Reglementierter Beauftragter stellen: 
- Speditions-, Kurier-, Expressunternehmen, die Luftfracht befördern
- Luftfracht-Handlingsunternehmen
- Luftfahrtunternehmen, die die Luftfrachtabfertigung oder Luftfrachtbeförderung als Dienstleistung gegenüber Dritten anbieten
- Logistikdienstleister

Durch diese Zulassung darf ein Reglementierter Beauftragter eine Fracht, die ihm von einem Versender übergeben wurde als sicher oder unsicher einteilen und unsichere Fracht durch geeignete Kontrollmaßnahmen sicher machen.
Als „secured“ an eine Airline übergebene Fracht wird keiner weiteren Sicherheitsüberprüfung unterzogen.

## Der Sicherheitsbeauftragte
Verantwortlich bei den Reglementierten Beauftragten ist der Sicherheitsbeauftragte. Er wird dem LBA namentlich benannt und muss vor seiner Ernennung zuverlässigkeitsüberprüft werden nach § 7 LuftSiG. Diese Zuverlässigkeitsüberprüfung (ZuvÜp) ist im Abstand von 5 Jahren zu wiederholen und ist sehr umfangreich. Über die überprüfte Person werden Informationen bei der Polizei, BND, MAD und vielen weiteren abgerufen. Die ZuvÜp ist deutlich umfangreicher als z. B. ein polizeiliches Führungszeugnis.
Der Sicherheitsbeauftragte ist verantwortlich und hat mögliche Konsequenzen bei Nichteinhaltung der Gesetze zu tragen. Verfügt ein Unternehmen über mehrere Niederlassungen, genügt die Ernennung eines einzelnen Sicherheitsbeauftragten. Für jede Niederlassung muss von dieser Person ein Vertraulicher Verantwortlicher ernannt werden. Er ist dem Sicherheitsbeauftragten direkt unterstellt.

## Anforderungen an die Unternehmen
Als Reglementierter Beauftragter hat ein Unternehmen diverse Anforderungen zu erfüllen: 
So stellt der Reglementierte Beauftragte, falls der Zutritt zu den Betriebsräumen oder zum Frachtlager durch eine betriebsfremde Person notwendig ist, sicher, dass diese Person von einer für diese Aufgabe überprüften Person des Unternehmens ständig begleitet und beaufsichtigt wird und dass keine verbotenen Gegenstände in die Fracht ein- oder an der Fracht angebracht werden.